# 法台寺
法台寺（ほうだいじ）は、埼玉県新座市にある寺院である。所在地の「道場」という地名はこの寺に因む。

## 歴史
源実朝の妻、久米御前の菩提を弔うために将軍宗尊親王の命で、文永3年（1266年）、法台寺が建立されたといわれている。後に他阿真教が遊行の際にこの地を通りかかり、時宗とした。当時は無量光寺を本寺とする時宗当麻派に属し、無量光寺6世・13世他阿上人はこの寺の出身である。他阿真教の木像と時宗流の書体による多数の板碑が残されている。
浄土宗中興の祖である観智国師慈昌存応は、この寺の住職蓮阿に入門して僧となり、最後に増上寺に入って徳川家康の帰依を受けた。この頃寺の名を宝台寺から法台寺に改め、宗派も時宗から浄土宗に変わっている。存応が生前に作らせた木像もある。江戸時代は朱印地13石5斗。
明治20年（1887年）大火で伽藍が全て焼失、その後仮本堂が建ったが、平成元年（1989年）現在の本堂が完成した。

## 文化財
- 板石塔婆群 - 県指定文化財。コンクリート製覆屋の中に何点か展示されている。
- 他阿真教上人坐像[4] - 県指定文化財
- 観智国師坐像
- 阿弥陀如来立像 - 市指定文化財
- 観音・勢至菩薩立像 - 市指定文化財
- 久米御前宝篋印塔

## 交通アクセス
西武鉄道ひばりヶ丘駅・大泉学園駅および東武鉄道朝霞台駅・志木駅より西武バス路線バスで片山小学校バス停留所で下車、徒歩すぐ